# غراند مانان أيلاند (نيو برونزويك)
غراند مانان أيلاند (بالإنجليزية: Grand Manan Island)‏ هي جزيرة تقع في كندا في Charlotte County. يقدر عدد سكانها بـ 2,460 نسمة ومساحتها 655.89 كم2 وترتفع عن سطح البحر 78 متر.

## أعلام
- فانس ر. هنتلي